# Viatge d'Inanna als inferns
El mite del descens de la dea Inanna (en sumeri) o Ixtar (en accadi) a Irkalla (l'inframon) constitueix un dels principals cicles literaris mesopotàmics i es coneix amb diversos noms: en destaca els de Viatge d'Inanna als inferns i Viatge d'Inanna al País sense Tornada. Hi ha diferents poemes sobre aquest mite, els primers dels quals aparegueren en època sumèria, i se n'han trobat també exemples paleobabilònics. Els poemes, tret d'un d'accadi datat del segle xiv aC, estan escrits en sumeri.
Els fragments de poemes donen lloc a interpretacions. La història explica l'arribada a Irkalla d'Inanna amb motiu de la mort del seu espòs Dumuzi. La versió accàdia, però, suggereix que Inanna, que l'odiava, el lliurà als dimonis. El poema explica també l'assalt a l'infern, governat per Ereixkigal, de Nergal, ajudat per Enki, i acaba amb el matrimoni i reconciliació de tots dos.